# Большой Кривец
Большой Кривец — деревня в Сокольском районе Вологодской области.
Входит в состав Боровецкого сельского поселения, с точки зрения административно-территориального деления — в Боровецкий сельсовет.
Расстояние по автодороге до районного центра Сокола — 7 км, до центра муниципального образования Обросова — 4 км. Ближайшие населённые пункты — Рязанка, Перевоз, Малый Кривец.
По переписи 2002 года население — 12 человек.